# Rozwój fizyczny
Rozwój fizyczny – nierównomiernie i skokowo przebiegający proces prowadzący do dojrzałości organizmu. W toku rozwoju fizycznego człowieka obserwuje się przewagę procesów anabolicznych nad katabolicznymi.

## Etapy rozwoju
- od zapłodnienia do narodzin - etap prenatalny
- 1 miesiąc życia – etap noworodkowy
- od 1 miesiąca do 1 roku – etap niemowlęcy
- 1-3 lata – etap poniemowlęcy
- 3-6 lat – etap przedszkolny
- 6-10 lat (dziewczęta) lub 6-13 (chłopcy) – etap szkolny
- 10-16 lat (dziewczęta) lub 13-18 lat (chłopcy) – etap dojrzewania
- 16(18)-70 lat dorosłość
- 70 lat- do śmierci okres starości

## Dalsze etapy rozwoju
Przeczytaj ostrzeżenie dotyczące informacji medycznych i pokrewnych zamieszczonych w Wikipedii.